# Proton (програмне забезпечення)
Proton — це шар сумісності для ігор для Windows, що запускаються на операційних системах на базі Linux. Proton розробляється Valve у співпраці з розробниками з CodeWeavers. Це набір програмного забезпечення та бібліотек, поєднаний з пропатченою версією Wine для покращення продуктивності та сумісності з іграми Windows. Клієнт сервісу Steam, «Steam Play», містить шар сумісності Proton. Офіційно поширюється через клієнт, хоча сторонні форки можна встановити вручну.

## Огляд
Proton був вперше випущений 21 серпня 2018 року. Після випуску Valve оголосила список з 27 ігор, які були протестовані та сертифіковані для запуску без необхідності налаштування кінцевим користувачем, як їхні оригінальні аналоги для Windows. Серед них Doom (2016), Quake та Final Fantasy VI.
Proton містить декілька бібліотек, що покращують продуктивність 3D. До них відносяться шари перекладу Direct3D у Vulkan, а саме DXVK для Direct3D 9, 10 і 11 та VKD3D-Proton для Direct3D 12. Окрема бібліотека, відома як D9VK, забезпечувала підтримку Direct3D 9, поки її не було об'єднано з DXVK у грудні 2019 року.

## Сумісність
Будучи форком Wine, Proton підтримує дуже схожу сумісність з програмами для Windows, як і його попередник. Окрім офіційного списку сумісних ігор, багато інших ігор для Windows сумісні з Proton, хоч і неофіційно. Користувач може за бажанням примусово використовувати Proton для певної гри, навіть якщо для неї вже існує версія для Linux. Зокрема це може знадобитися, коли офіційна підтримка гри в Linux відсутня або нестабільна.

### ProtonDB
ProtonDB — це неофіційний веб-сайт спільноти, який збирає та відображає краудсорсингові дані, що описують сумісність певної гри з Proton, за рейтинговою шкалою від «Borked» до «Platinum». Сайт розроблений за аналогією з WineHQ AppDB, який також збирає і відображає краудсорсингові звіти про сумісність і використовує схожу систему оцінювання.

## Історія релізів
Valve випустила вісім основних версій Proton. У схемі версій вказується попередня версія Wine, на якій вона базується, з додаванням номера патчу.
Proton зазвичай відстає від своєї попередньої версії Wine на кілька релізів. Неофіційні форки, такі як Proton GE, були створені для перебазування Proton на останні версії Wine, що може покращити сумісність з іграми порівняно з офіційним випуском, але іноді й погіршити її.
У грудні 2020 року Valve випустила Proton Experimental, постійну бета-версію гілки Proton, яка отримує нові функції та виправлення помилок раніше, ніж звичайні релізи; зрештою ці зміни додаються до чергового релізу.
Steam Deck використовує Proton для покращення сумісності ігор.